# Краун-Пойнт (Аляска)
Краун-Пойнт (англ. Crown Point) — статистически обособленная местность, расположенная в боро Кенай (штат Аляска, США) с населением в 74 человек по статистическим данным переписи 2010 года.

## География
По данным Бюро переписи населения США статистически обособленная местность Краун-Пойнт имеет общую площадь в 9,32 квадратных километров, водных ресурсов в черте населённого пункта не имеется.
Статистически обособленная местность Краун-Пойнт расположена на высоте 275 метров над уровнем моря.

## Демография
По данным переписи населения 2000 года в Краун-Пойнт проживало 75 человек, 19 семей, насчитывалось 28 домашних хозяйств и 38 жилых домов. Средняя плотность населения составляла около человек на один квадратный километр. Расовый состав Краун-Пойнт по данным переписи распределился следующим образом: 88 % белых, 4 % — коренных американцев, 1,33 % — азиатов, 5,33 % — представителей смешанных рас, 1,33 % — других народностей. Испаноговорящие составили 2,67 % от всех жителей статистически обособленной местности.
Из 28 домашних хозяйств в 32,1 % — воспитывали детей в возрасте до 18 лет, 60,7 % представляли собой совместно проживающие супружеские пары, в 3,6 % семей женщины проживали без мужей, 32,1 % не имели семей. 28,6 % от общего числа семей на момент переписи жили самостоятельно, при этом 10,7 % составили одинокие пожилые люди в возрасте 65 лет и старше. Средний размер домашнего хозяйства составил 2,43 человек, а средний размер семьи — 2,95 человек.
Население статистически обособленной местности по возрастному диапазону по данным переписи 2000 года распределилось следующим образом: 21,3 % — жители младше 18 лет, 5,3 % — между 18 и 24 годами, 28 % — от 25 до 44 лет, 36 % — от 45 до 64 лет и 9,3 % — в возрасте 65 лет и старше. Средний возраст жителей составил 42 года. На каждые 100 женщин в Краун-Пойнт приходилось 97,4 мужчин, при этом на каждые сто женщин 18 лет и старше приходилось 126,9 мужчин также старше 18 лет.
Средний доход на одно домашнее хозяйство в статистически обособленной местности составил 59 063 доллара США, а средний доход на одну семью — 59 063 доллара. При этом мужчины имели средний доход в 36 250 долларов США в год против 41 250 долларов среднегодового дохода у женщин. Доход на душу населения в статистически обособленной местности составил 17 498 долларов в год. Все семьи Краун-Пойнт имели доход, превышающий уровень бедности, 15,6 % от всей численности населения находилось на момент переписи населения за чертой бедности, при том все жители младше 18 и старше 65 лет имели совокупный доход, превышающий прожиточный минимум.